# Vernon Harrell
Vernon 'Verne' Harrell (New York, 5 juni 1940 – 15 maart 1997), ook bekend onder de naam Keidar Syenon Harrell, was een Amerikaanse soulzanger en songwriter.

## Biografie
Harrell kwam uit New York en bracht tijdens de jaren 1960 en 1970 verschillende singles uit. Hij schreef mee aan liedjes met J.R. Bailey (een voormalig lid van The Cadillacs en schrijver van Everybody Plays the Fool van The Main Ingredient). Verschillende nummers die door de twee zijn geschreven zijn onder meer Soul Shing-A-Ling en Seven Days Too Long van Chuck Wood in 1966, Sweet, Sweet Lovin' van The Platters in 1967 en Lonely Singer van Kurtis Scott. Beide kanten van de andere New Yorkse single Go On And Tell/No Second Chance van Forest Hairston bij Viney Records werd mede geschreven door Harrell met Doris Horne. Harrell verving Billy Guy tijdens de jaren 1960 als lid van The Coasters, terwijl Guy bezig was met een solocarrière. Na 1969 verving zanger Jimmy Norman Harrell als de vaste vervanger van Billy Guy. Harrell nam nooit op met The Coasters, hij trad alleen op op het podium. Eén nummer dat Harrell opnam met de naam Do It To It bij Calla Records heeft dezelfde achtergrondnummer die werd gebruikt op The Coasters' opname van Lovey Dovey. Andere versies van Do It To It van The Sandpebbles en Tony Fox, beide uitgebracht bij Calla Records in 1968, hebben vermoedelijk ook hetzelfde achtergrondnummer.
Harrell bracht in 1971 twee platen uit, een genaamd Muhammed Ali bij Brunswick Records, over de beroemde bokser Muhammad Ali, en een andere bij United Artists Records. Hij schreef ook liedjes onder de namen Keidar Syeon en Keidar Syenon en schreef er een paar onder de naam met J.R. Bailey. In 1965 schreef hij samen met Sol Meshel en J.R. Bailey het nummer Daisy Daisy onder de naam Keidar Syenon Harrell. Hij bracht in 1972 een plaat uit voor Capitol Records onder de naam Keidar Syeon. De nummers waren Unchain My Heart (oorspronkelijk opgenomen door Ray Charles in 1961) en Van Morrison's Brown Eyed Girl. Hij woonde tot voor zijn dood in 1997 op 57-jarige leeftijd in The Bronx.

## Overlijden
Vernon Harrell overleed in maart 1997 op 57-jarige leeftijd.

## Discografie

### Singles
- 1962: Slick Chick/Beg Borrow And Steal (Lescay)
- 1962: Slick Chick/Cold, Cold Heart (Lescay) (als Vernon Harrel)
- 1963: Nobody But Nobody/Such A Lonely Guy (Ascot)
- 1963: Do Unto Others/Little Joe (Beltone) (als Vernon Harrel)
- ????: I Had A Dream My Record Was Number One/Beg Borrow And Steal (Beltone)
- 1964: Baby Don'tcha Worry/All That's Good (Decca Records) (als Vernon Harrell en Little Gigi)
- 1966: Your Love/Daisy Daisy (Score)
- 1966: If This Ain't Love (Ain't No Cows In Texas)/A Man Has Got To Cry Sometime (Score)
- 1969: Do It To It/Can't Take The Hurt (Calla)
- 1971: Muhammed Ali (Stereo)/Muhammed Ali (Mono) (Brunswick Records) (als Verne Harrell)
- 1972: Brown Eyed Girl/Unchain My Heart (Capitol Records) (als Keidar Syeon)
- 2004: Slick Chick/Holding A Dream (B-kant door Gene Latter) (RNB)

### Diverse artiesten compilaties
- 2005: Hits & Misses: Muhammad Ali & The Ultimate Sound Of Fist Fighting (Trikont)